# Megaloprepus caerulatus
Megaloprepus caerulatus — вид бабок родини Pseudostigmatidae.

## Поширення

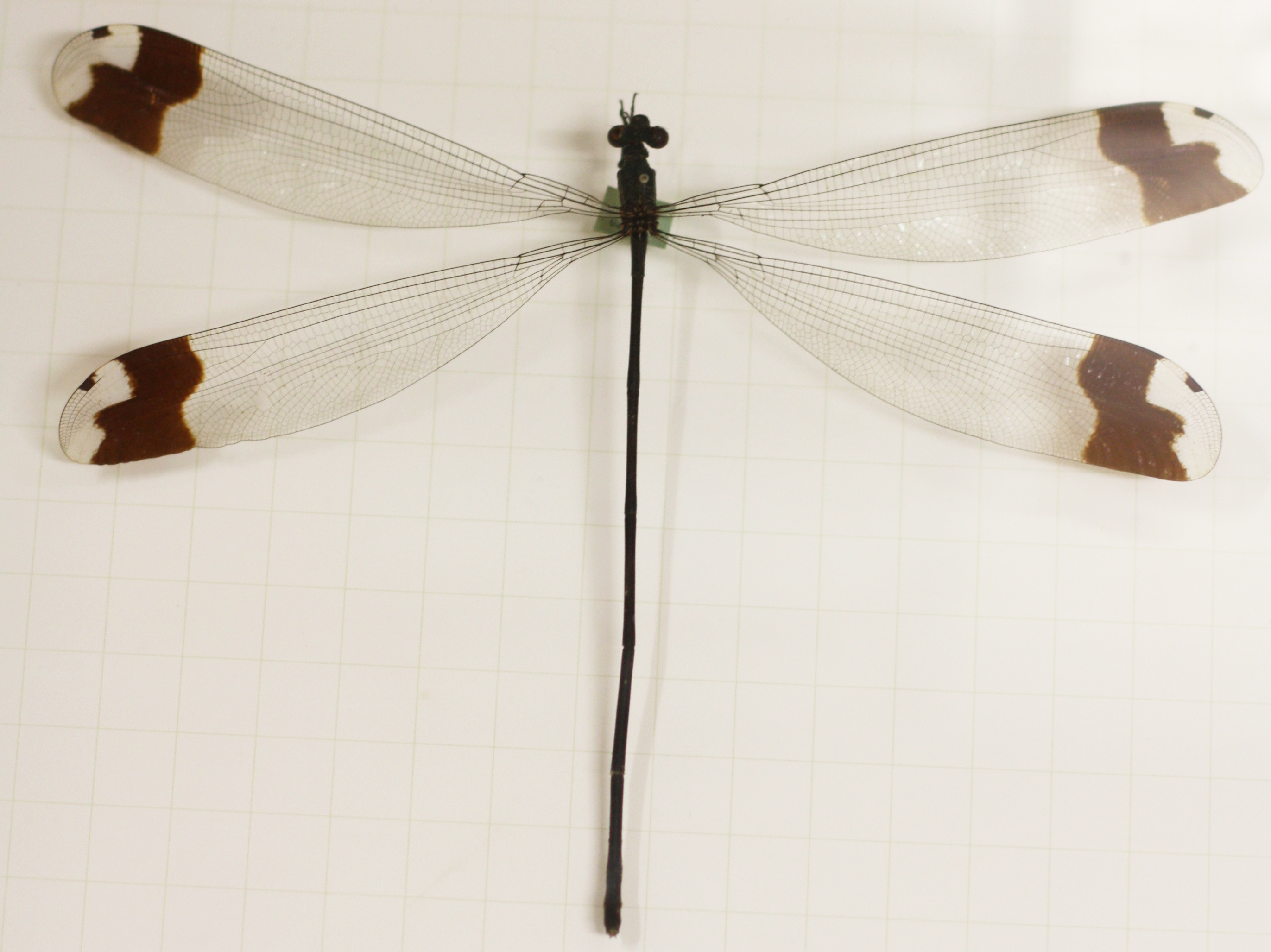
Музейний зразок

Вид поширений в Центральній Америці та на північному заході Південної Америки від Мексики до Венесуели та Перу. Живе на болотах, у джунглях, лісах та на берегах річок.

## Опис
Найбільший представник ряду. Розмах крил становить 19-22 см, черевце завдовжки до 10 см. Крила прозорі з коричневими жилками, із широкою синьою з металевим блиском вертикальною смугою біля верхівки крила. На цій смужці знаходяться блідо-блакитні округлі плями, що іноді зливаються в єдину смужку. Забарвлення широкої смуги на нижній стороні крил — чорне. Перша та друга пари крил практично однакові за розмірами та будовою.

## Спосіб життя
Імаго харчуються павуками, яких хапають прямо з їхніх ловчих сіток. Яйця (до 250 штук) самиця відкладає в різні малі природні водні резервуари серед підліску — затоплені нори і дупла, ділянки з водою, що накопичується і застоюється. Личинки харчуються пуголовками та водними комахами, у тому числі личинками комарів, також відзначається канібалізм, через який до дорослого віку з кількох десятків личинок у замкнутому резервуарі, як правило, доживає лише одна. Тривалість життя дорослих особин досягає 7 місяців.